# 사쿠라촌 (시즈오카현)
사쿠라촌(佐倉村)은 시즈오카현의 서부, 오가사군의 동남쪽에 있던 촌이다. 현재 오마에자키시는 거의 중앙부에 있다. 

## 역사
- 1889년 4월 1일 - 정촌제 시행에 의해 기토군 아사히나촌이 성립하였다.
- 1896년 4월 1일 - 군 개편에 의해 오가사군에 속하게 되었다.
- 1955년 3월 31일 -  이케신덴정, 아사히나촌, 히키촌과 합병해, 하마오카정이 성립하여, 동일 사쿠라촌은 폐지되었다.

## 교육기관
아사히나촌립 아사히나 초등학교(훗날 하마오카초립 아사히나 초등학교)(신노 초등학교와 합병하여 현재는 오마에자키 시립 하마오카키타 초등학교가 되었다). 또한, 아사히나 초등학교 터는 광장으로 사용되고 있다.

## 산업
엔슈 여울에 접해 있었다, 그러나 어업은 하지 않고 고구마, 무 등을 생산하는 농촌 지역이었지만, 땅이 척박해 현내에서도 가난한 촌중 하나였다. 합병으로 하마오카정이 된 후, 지구 남서부에 하마오카 원전이 건설되었다.